# ساموراي شوداون 6
ساموراي شوداون 6 (بالإنجليزية: Samurai Shodown VI)‏، هي لعبة قتال، والإصدار السادس في سلسلة ساموراي شوداون، من تطوير ونشر إس إن كي، أصدرت للمرة الأولى على صالات الأركيد عام 2005، ثم صدرت على بلاي ستيشن 2 عام 2006، حصريا في اليابان فقط.

## اللعب
تتميز اللعبة بخلفيات جديدة مع عناصر ثنائية وثلاثية الأبعاد. كما أنها تحتوي على نظام "اختيار الروح"، والذي يسمح للاعبين بالاختيار من بين ستة أنماط قتال مختلفة بناءً على جميع أقساط السلسلة السابقة.

## الإصدارات
في 17 ديسمبر 2014، تمت إعادة إصدار اللعبة لجهاز بلاي ستيشن 3 من خلال شبكة بلاي ستيشن نتورك. في نوفمبر 2016، تمت إعادة إصدارها مرة أخرى، لجهاز بلاي ستيشن 4 في أمريكا الشمالية وأوروبا من خلال نفس الشبكة، مع ميزات محسنة مثل دعم الكأس والدقة العالية.